# Рибалов Василь Іванович
Василь Іванович Рибалов (1924 — 9 вересня 1984) — український футбольний арбітр.
Два сезони провів у складі київського «Динамо», але на полі з'явився лише одного разу. В останньому матчі чемпіонату 1948 року кияни вдома зіграли внічию з сталінградським «Трактором». У середині першого тайму відзначилися гості і лише на 70-й хвилині Василю Рибалову вдалося зрівняти рахунок.
У 50-х роках розпочав арбітраж футбольних ігор. Як головний рефері обслуговував два матчі Кубка СРСР 1961: «Колгоспник» (Черкаси) — «Суднобудівник» (Миколаїв) і СКА (Львів) — «Динамо» (Хмельницький).
12 червня 1963 року дебютував у класі «А». Микола Балакін (головний арбітр), Василь Рибалов і Олександр Цаповецький обслуговували матч між командами ЦСКА (Москва) і «Крила Рад» (Куйбишев). Протягом десяти сезонів проводив арбітраж поєдинків команд елітного дивізіону радянського футболу (усього — 33 матчі). З 18 грудня 1972 року — суддя всесоюзної категорії.